# 247 Евкрат
247 Евкрат (247 Eukrate) — астероїд головного поясу, відкритий 14 березня 1885 року Робертом Лютером у Дюссельдорфі.
Тіссеранів параметр щодо Юпітера — 3,174.